# انتخابات ریاست‌جمهوری ایالات متحده آمریکا (۱۷۹۲)
انتخابات ریاست‌جمهوری ایالات متحده آمریکا (۱۷۹۲)، دومین دوره انتخابات ریاست جمهوری ایالات متحده آمریکا از جمعه، ۲ نوامبر تا چهارشنبه، ۵ دسامبر ۱۷۹۲ برگزار شد و از این دوره به بعد ریاست جمهوری چهار ساله شد. رئیس جمهور وقت، جورج واشنگتن برای بار دوم از سوی مردم به‌اتفاق آرا یعنی با رای ٪۱۰۰ در کالج انتخاباتی پیروز شد و نفر دوم، معاون رئیس جمهور وقت جان آدامز ۷۷رای دریافت کرد. در این انتخابات برای اولین بار هر ۱۳ ایالت (بانیان استقلال آمریکا) به علاوه دو ایالت کنتاکی وورمانت (ایالات به تازگی اضافه شده) شرکت کردند. همچنین تنها انتخابات ریاست جمهوری بود که دقیقاً چهار سال پس از انتخابات گذشته برگزار نمی‌شد، دومین مراسم تحلیف ریاست جمهوری آمریکا در ۴مارس ۱۷۹۳ در محل مجلس سنا و کنگره در فیلادلفیا برگزار شد.

## نامزدهای انتخابات ریاست جمهوری آمریکا

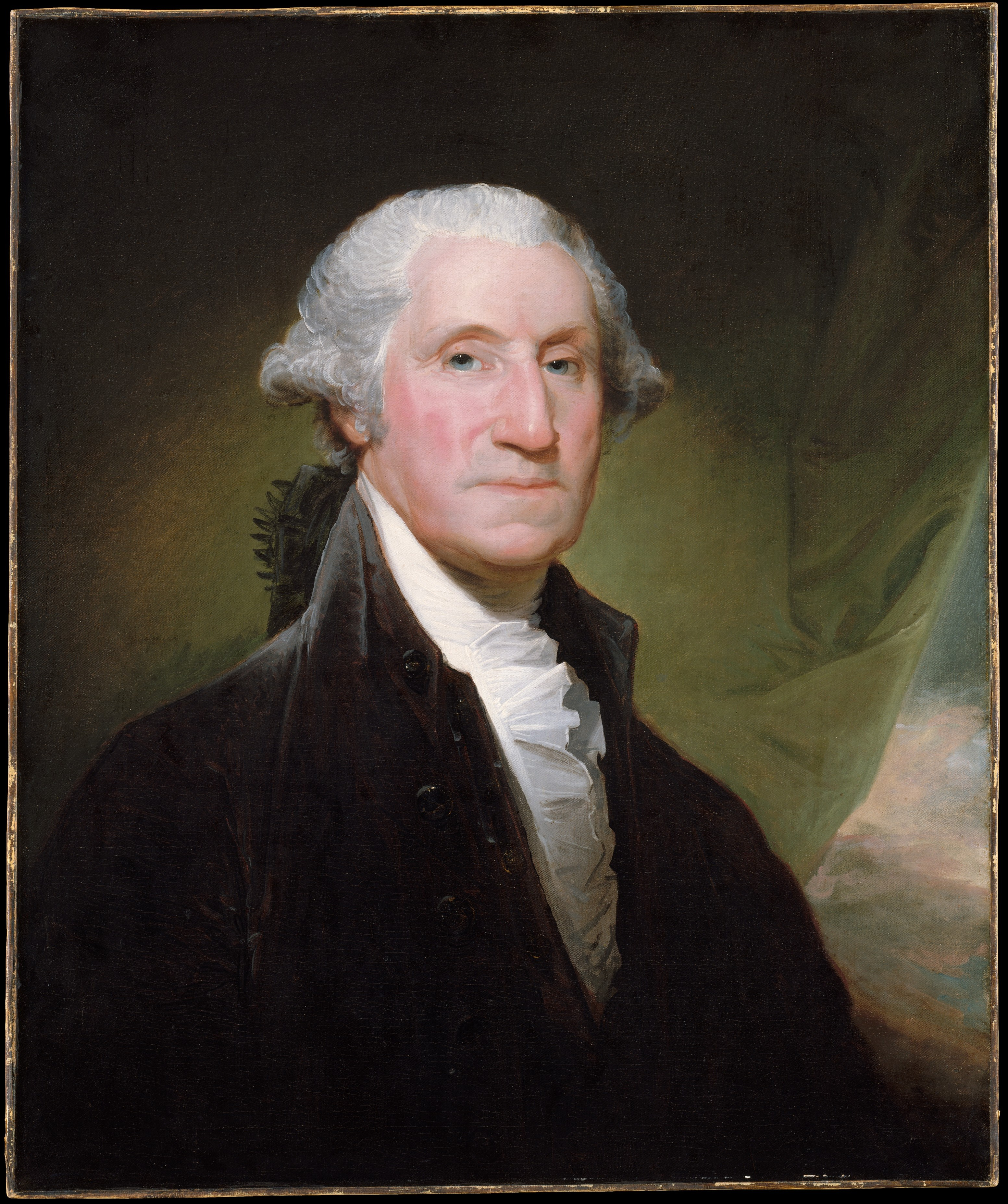
جرج واشنگتن
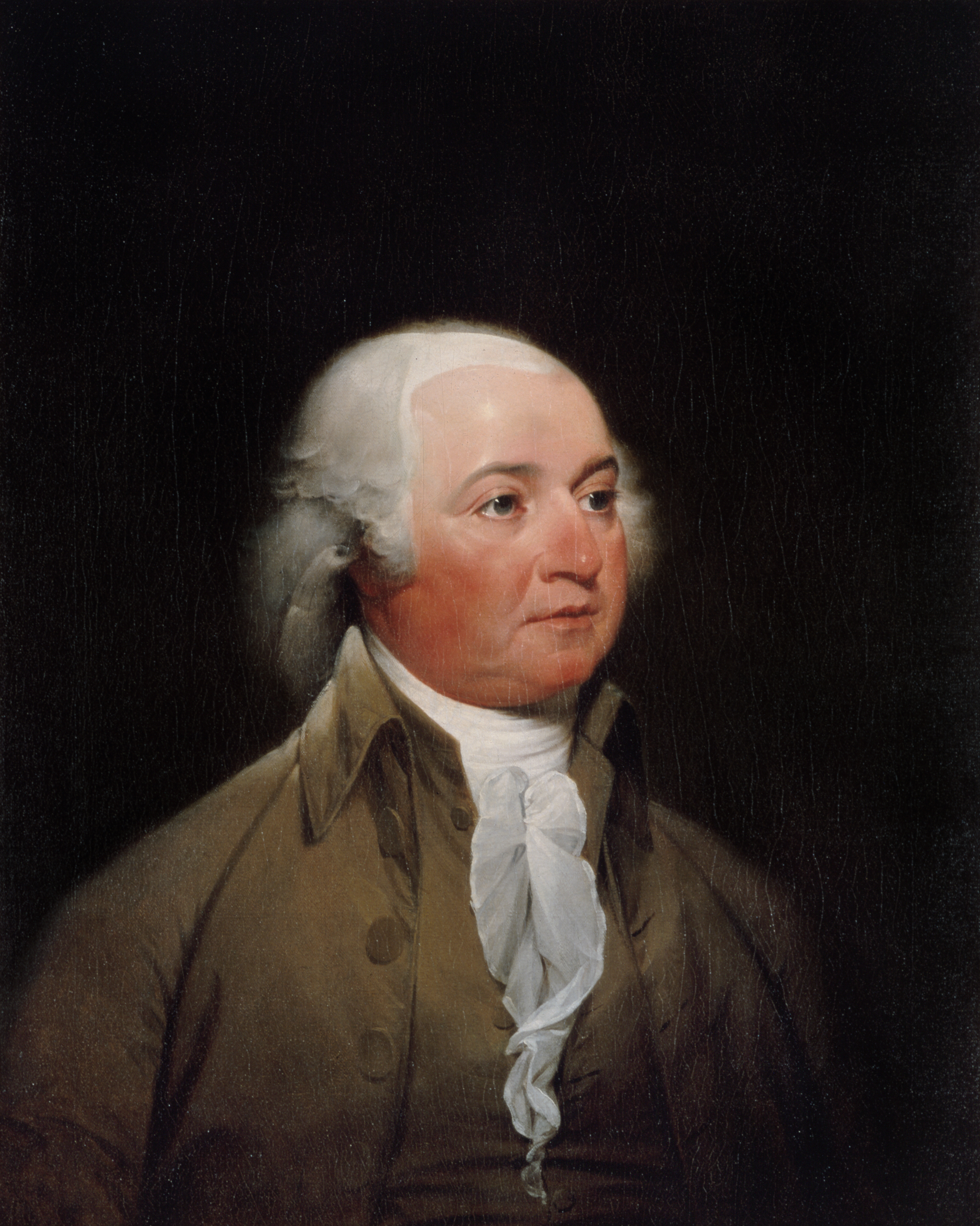
جان ادامز
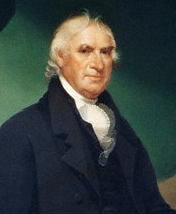
جرج کلینتون